# Große Moschee von Zinder

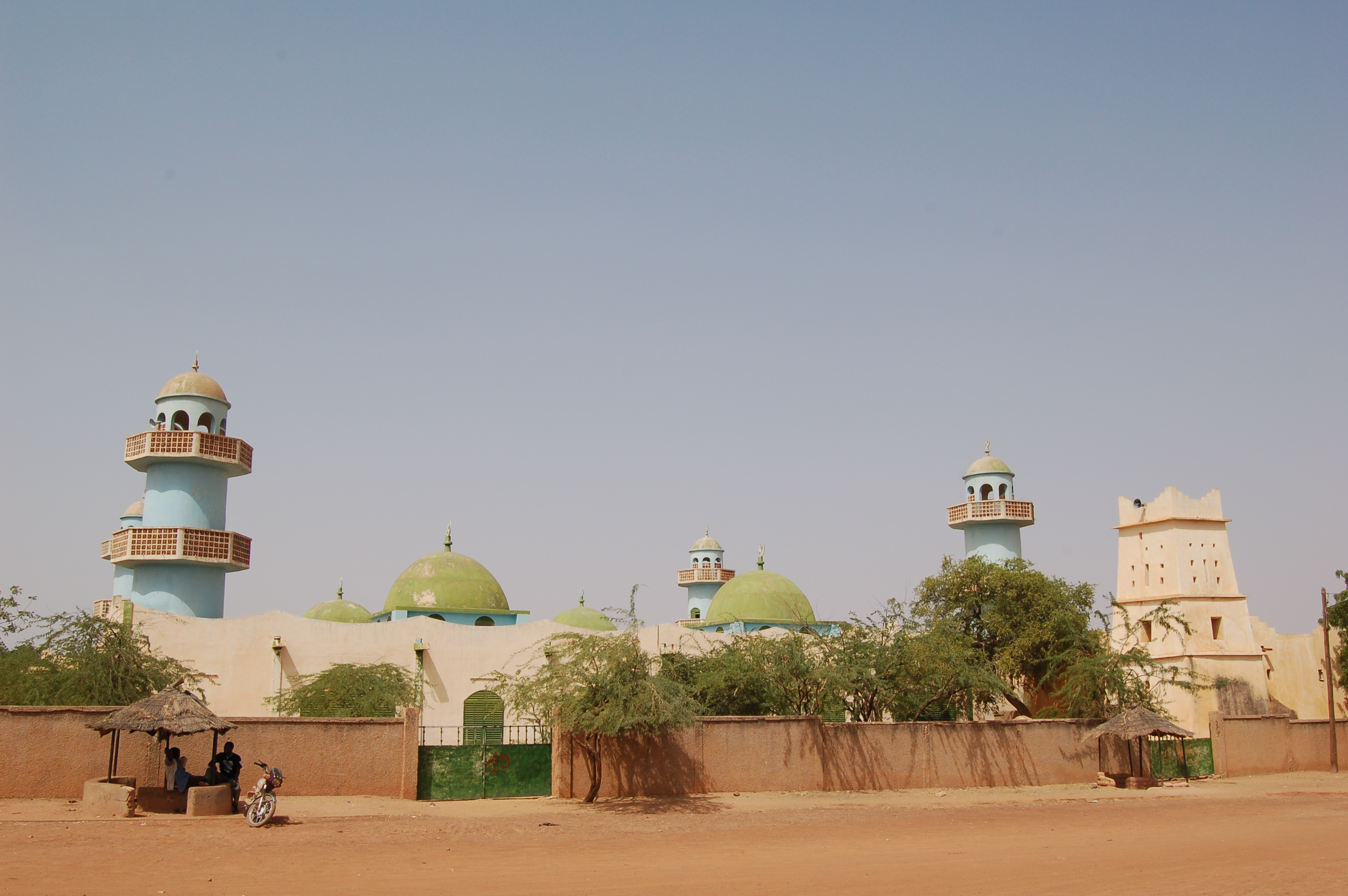
Große Moschee von Zinder

Die Große Moschee von Zinder ist eine Freitagsmoschee in der Stadt Zinder in Niger.

## Gesamtanlage
Die Große Moschee von Zinder liegt im Zentrum von Birni, dem historischen Stadtkern von Zinder. Gemeinsam mit dem benachbarten Sultanspalast von Zinder prägt sie das Bild des Stadtteils.
Der von einer etwa zwei Meter hohen Außenmauer umgebene Gebäudekomplex besteht aus einem alten Betraumgebäude mit einem Minarett, der ursprünglichen Freitagsmoschee, und einem wesentlich größeren Betraumgebäude, das jüngeren Datums ist und vier Minarette und mehrere Kuppeln aufweist. Beide weichen in ihrer Ausrichtung geringfügig voneinander ab.

## Altes Betraumgebäude
Zur Bauzeit der alten Freitagsmoschee, die auch als Moschee des Sultans bezeichnet wird, bestehen unterschiedliche Angaben. Sie wurde entweder in den Jahren ab 1812 oder zwischen 1850 und 1855 oder um 1870 errichtet. Sie steht architektonisch in der Tradition der Lehmmoscheen von Timbuktu.
Das sechs Meter hohe Betraumgebäude besteht aus Lehmziegeln und teilweise aus Zementsteinen. Es ist außen mit Zement verputzt und gelb gestrichen. Es weist einen annähernd quadratischen Grundriss und einen halbkreisförmigen Mihrāb-Vorbau auf. Auf der Dachterrasse gibt es eine Brüstung mit treppenförmigen Aufsätzen.
Das Betraumgebäude kann durch vier Eingänge an der hofseitigen Westseite, einen Eingang an der Südseite und einen Eingang an der Ostseite betreten werden. Der Betraum ist innen 265 Quadratmeter groß. Er weist vier mal drei Stützen mit einem Querschnitt in Kreuzform auf. Es gibt eine eigene Loge für den Sultan. Die Wände des Betraums sind weiß verputzt. Er wird von einer Kassettendecke aus Holz abgeschlossen.

## Altes Minarett

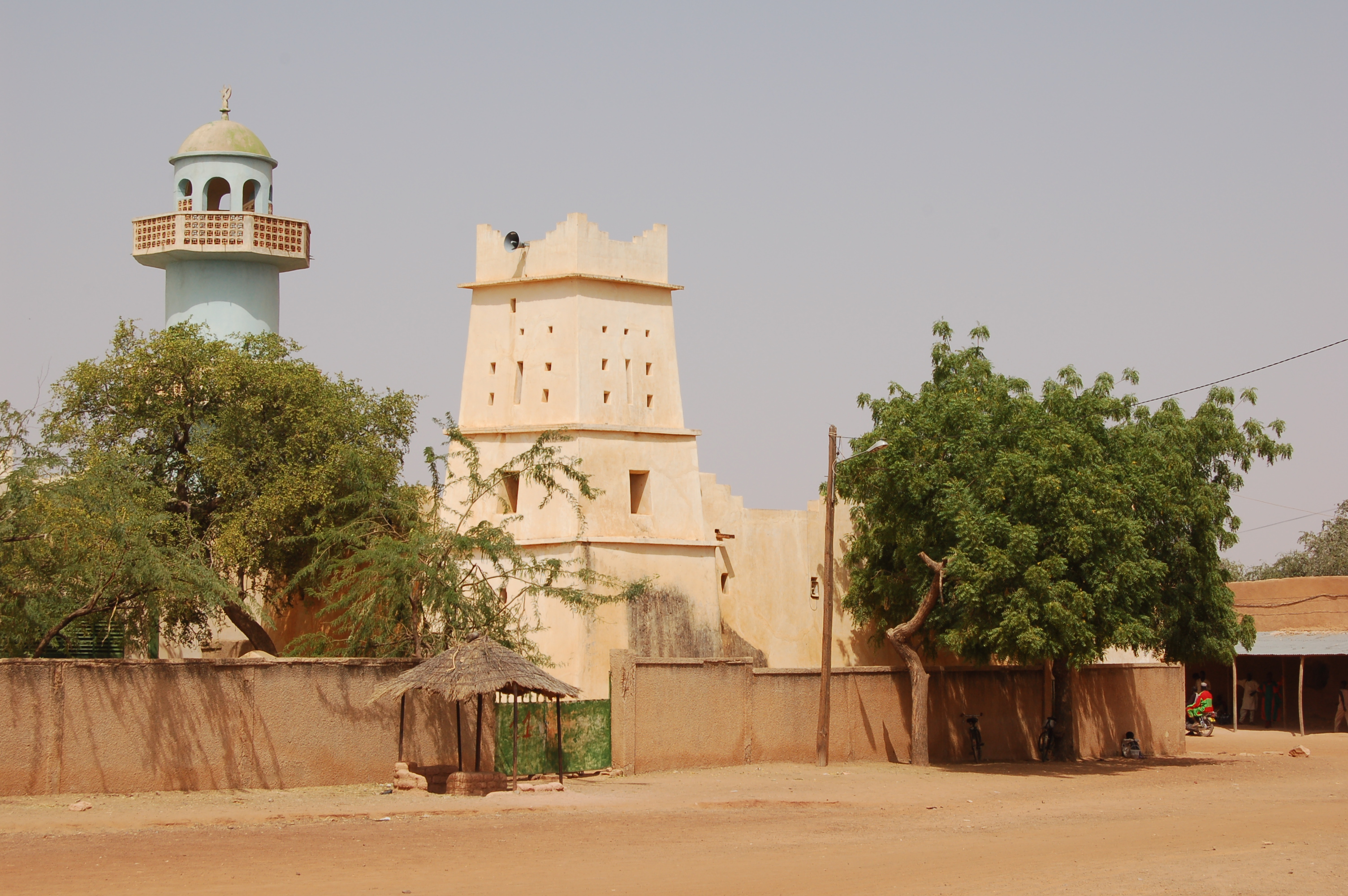
Das alte Minarett (Bildmitte) und eines der neuen Minarette (links)

Das alte Minarett befindet sich an der Südmauer des Moscheekomplexes und ist 13 Meter hoch. Der Zugang erfolgt durch den Innenhof an der Nordseite. Es weist die Form eines Pyramidenstumpfes auf. Gesimse gliedern den Turm in drei Segmente. Die Dachterrasse, die durch das Treppenhaus im Inneren zugänglich ist, hat eine Brüstung mit treppenförmigen Aufsätzen in jeder Ecke, ähnlich dem alten Betraumgebäude.
Das Minarett stürzte 1950 ein und wurde anschließend restauriert.